# República Árabe Unida nos Jogos Olímpicos de Verão de 1960
O Egito e a Síria competiram como República Árabe Unida nos Jogos Olímpicos de Verão de 1960, realizados em Roma, Itália.